# Serra de Cavalls
La Serra de Cavalls és una serra que forma part de la Serralada Prelitoral catalana. Concretament es troba al nord-est de la Serra de Pàndols.
Forma part dels municipis de Benissanet a la Ribera d'Ebre i Gandesa i el Pinell de Brai a la Terra Alta. La seva elevació màxima és de 659 metres. La Serra de la Vall de la Torre és una prolongació septentrional de la Serra de Cavalls.
Aquesta serralada està inclosa al PEIN Serres de Pàndols-Cavalls (PEIN).

## Història
Al temps de la Guerra Civil Espanyola la Serra de Cavalls i la Serra de Pàndols varen ser l'escenari de violents combats entre diverses unitats lleials a la república —com l'11a Divisió de l'Exèrcit Popular de la República— junt algunes unitats de les Brigades Internacionals, i les tropes insurrectes del General Franco.